# Kloster Acqualonga
Das Kloster Acqualonga (S. Maria di Acqualunga) ist eine ehemalige Zisterzienserabtei in der Lombardei, Italien. Es lag fünf Kilometer von der Gemeinde Frascarolo in der Provinz Pavia, nordwestlich des Zusammenflusses der Flüsse Po und Tanaro, nahe der Grenze zur Region Piemont.

## Geschichte
Die Gründung des nach einem nahegelegenen Kanal des Po benannten Klosters soll im Jahr 1204 stattgefunden haben. Mutterkloster war das Kloster Rivalta Scrivia aus der Filiation der Primarabtei La Ferté, das dort bereits seit 1180 begütert war. Die Generalkapitel von 1219 und 1225 dachten über eine Aufhebung nach. In der Folgezeit legten die Mönche das umliegende, versumpfte Land trocken. Im Jahr 1227 erhielt die Abtei ein Privileg des Kaisers Friedrich II. Nachdem das Kloster in Kommende gefallen und an Francesco Todeschini Piccolomini, den späteren Papst Pius III., gelangt war, wurden die Güter des Klosters 1530 auf die neu errichtete Diözese Vigevano übertragen. Damit fand die Abtei ihr Ende, jedoch blieben bis zur rechtlichen Aufhebung 1798 drei Zisterziensermönche als Kustoden in der Kirche.

## Anlage und Bauten
Die später veränderte querschifflose Backsteinkirche, eine dreischiffige gotische Stufenhalle aus dem 14. Jahrhundert mit flachem, noch auf die Romanik zurückgehendem Chorabschluss, ist klein. Von den im Süden der Kirche gelegenen Klostergebäuden ist nichts erhalten geblieben. Jedoch wird das Fremdengebäude noch als Pfarrhaus genutzt.